# Be Here Now (film)
Be Here Now er en dansk kortfilm fra 2009 instrueret af Jacob Lundgaard Andersen efter eget manuskript.

## Medvirkende
- Henrik Ipsen, The Man
- Baard Owe, Old Man
- Natalie Noryd, The Woman
- Al Agami, The Waiter
- Simon Krohn, Bald Man
- Anton Skjernaa, Man #1
- David Hansen, Man #2
- Emil Rasmussen, Man #3
- Henrik Jagd, Man #4
- Mads Kronborg, Man #5
- Morten Olsen, Man #6